# 黃雨重鈎鯰
黃雨重鈎鯰，為輻鰭魚綱鯰形目甲鯰科的其中一種，為熱帶淡水魚，分布於南美洲巴西Xingu河流域，體長可達22.4公分，棲息在岩石底質且流動的底層水域，生活習性不明。

## 扩展阅读
維基物種上的相關：黃雨重鈎鯰